# Škoda Kamiq
Škoda Kamiq – samochód osobowy typu crossover klasy aut miejskich produkowany pod czeską marką Škoda od 2019 roku.

## Historia i opis modelu

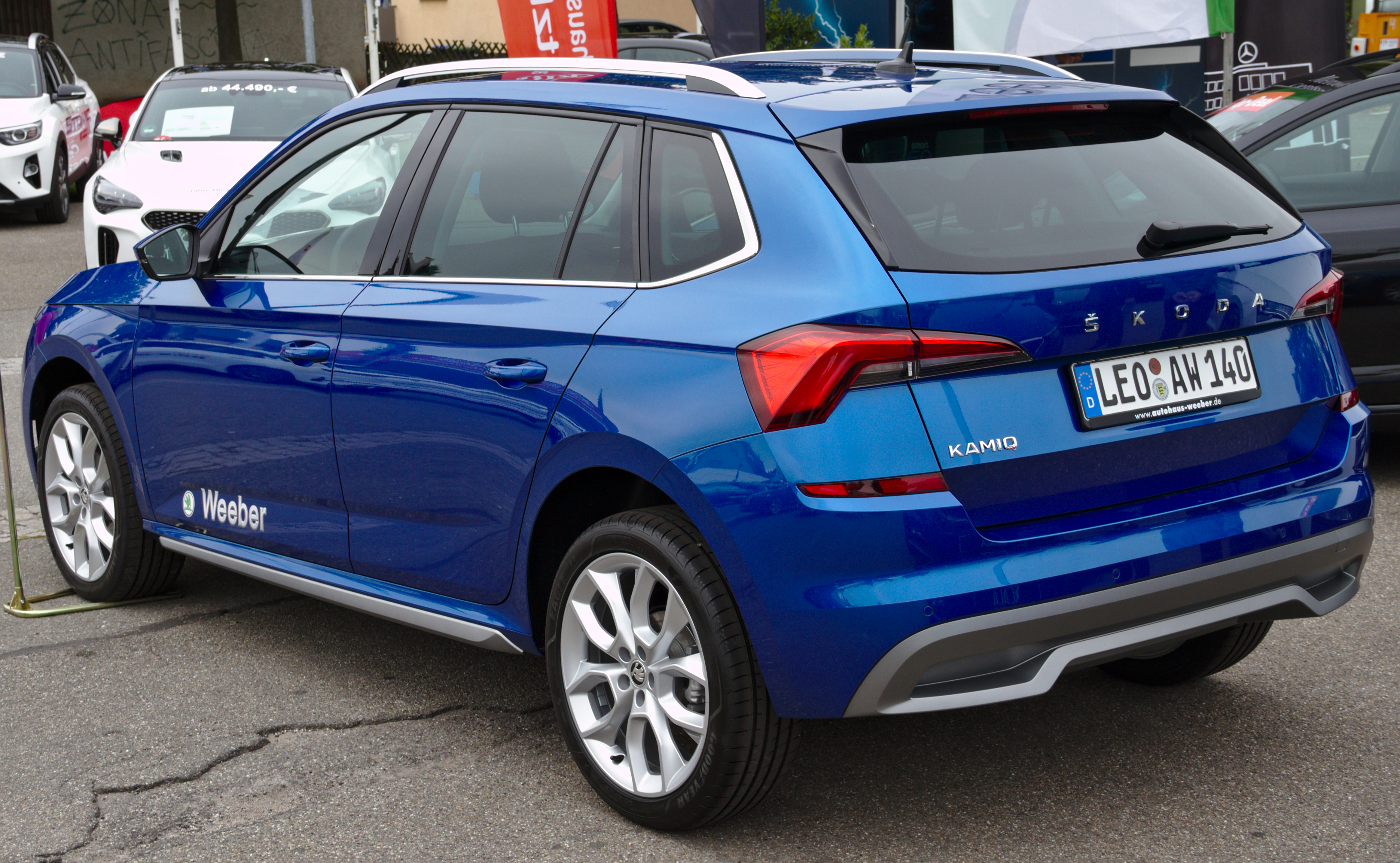
Škoda Kamiq – tył

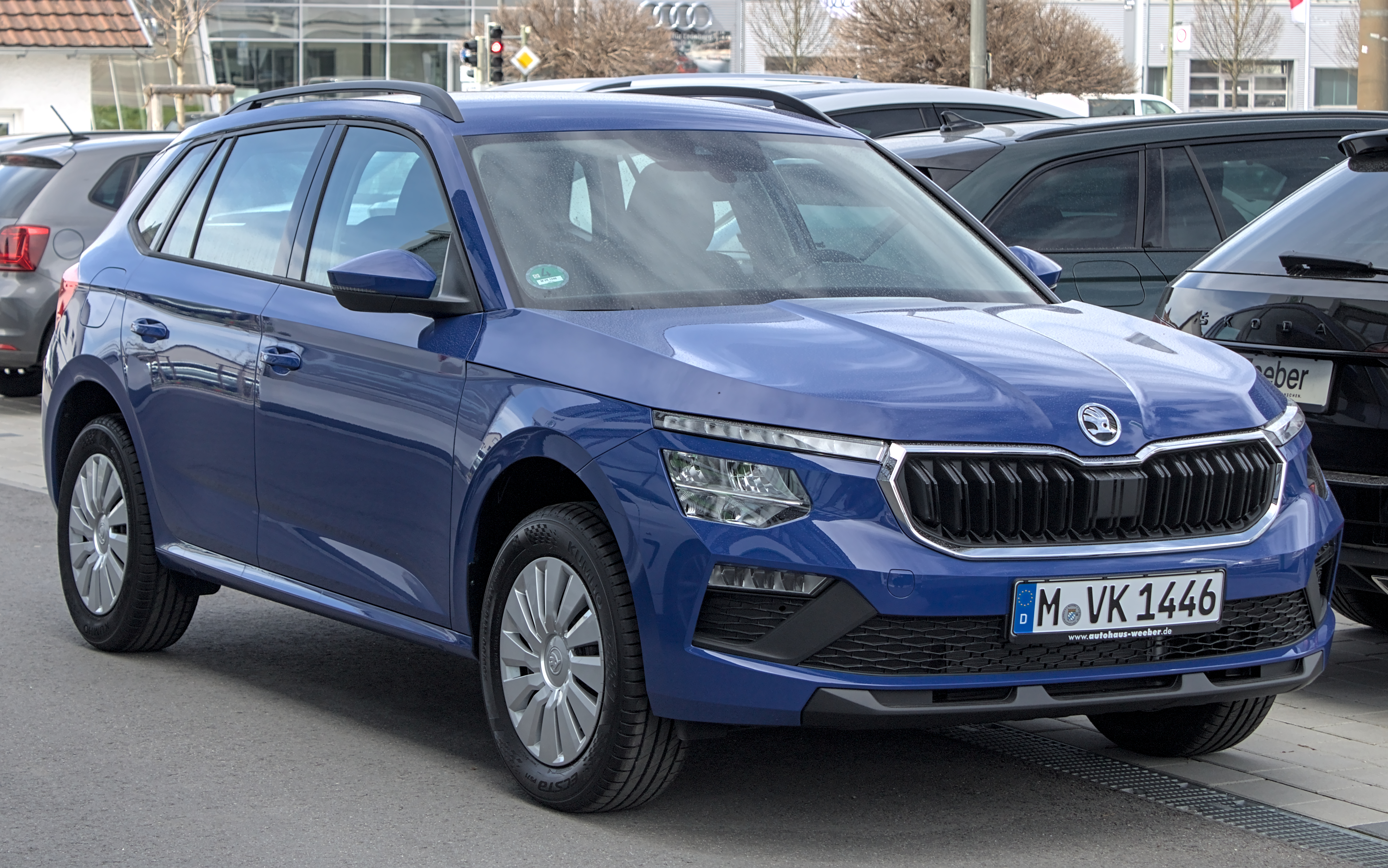
Škoda Kamiq po liftingu

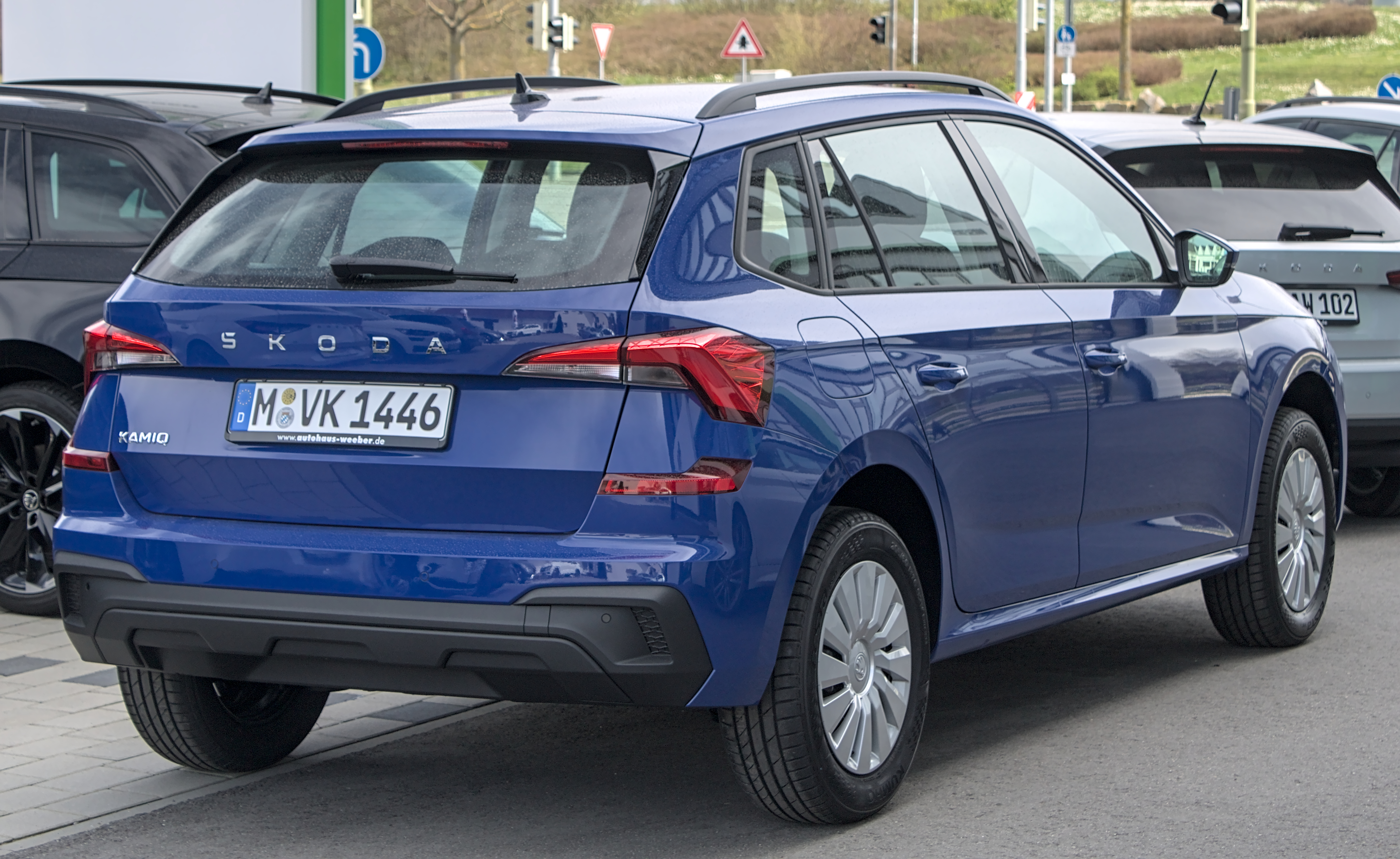
Škoda Kamiq – tył po liftingu

Nazwa Kamiq pochodzi z języka Inuitów zamieszkujących północną Kanadę oraz Grenlandię. Oznacza ona zdolność dopasowania się do każdej sytuacji.
Samochód został po raz pierwszy oficjalnie zaprezentowany podczas targów motoryzacyjnych w Genewie w marcu 2019 roku. Stylizacja pojazdu nawiązuje do zaprezentowanego rok wcześniej konceptu Vision X.
Auto zbudowane zostało na bazie modułowej płyty podłogowej MQB A0, która wykorzystana została do budowy m.in. modelu Scala. Wizualnie pojazd jest mieszanką stylów zastosowanych w modelach Karoq oraz Kodiaq wraz z nową koncepcją designu znaną z modelu Scala z którego przejęto m.in. design pokrywy bagażnika oraz całkowite wnętrze pojazdu. Najbardziej charakterystycznym elementem designu pojazdu są dwuczęściowe reflektory przednie: część dolna to światła mijania/drogowe, część górna to światła do jazdy dziennej wykonane w technologii LED. Jako pierwszy model marki auto otrzymało system dynamicznych kierunkowskazów zarówno z tyłu jak i z przodu pojazdu.
W polskich salonach marki auto zadebiutowało 27 września 2019 roku.
W sierpniu 2023 roku samochód przeszedł delikatny lifting. Zmianie uległy m.in. grill, zderzaki oraz poszerzono reflektory LED. 

## Wersje wyposażeniowe
- Active
- Ambition
- Style
- Monte Carlo (wersja specjalna)[6]